# Robert William Wilcox

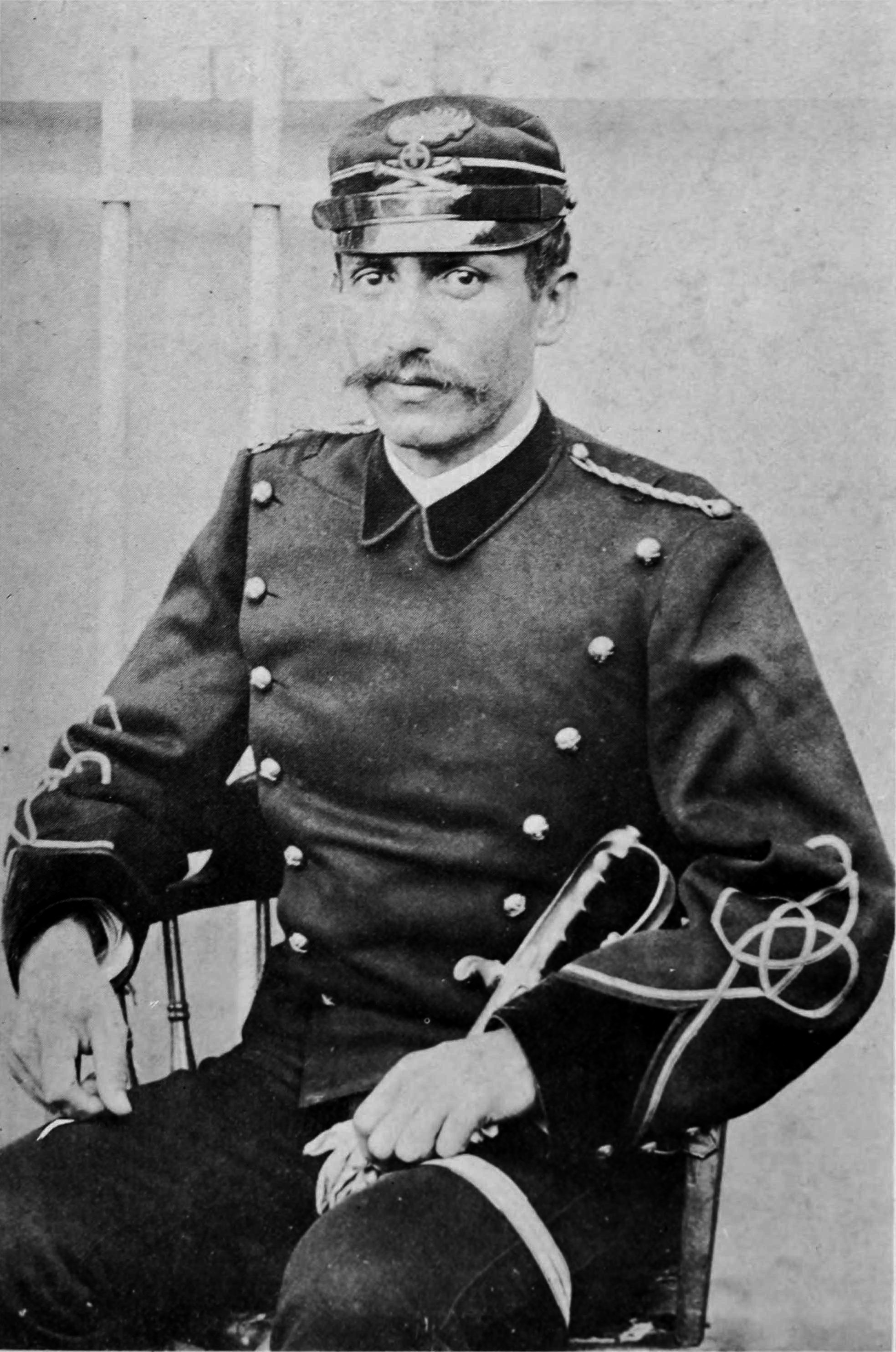
Robert William Wilcox, 1895

Robert William Kalanihiapo Wilcox (* 15. Februar 1855 auf Maui, Königreich Hawaii; † 23. Oktober 1903 in Honolulu, Hawaiʻi) war ein hawaiischer und US-amerikanischer Politiker. Zwischen 1899 und 1902 vertrat er als Delegierter das Hawaii-Territorium im US-Repräsentantenhaus.

## Frühe Jahre
Robert Wilcox wuchs im Königreich Hawaiʻi auf und besuchte dort auch die öffentlichen Schulen. Danach arbeitete er für einige Jahre als Schullehrer und war Abgeordneter in der Legislative dieses Staates. Zwischen 1881 und 1885 absolvierte er ein Studium an der italienischen Militärakademie in Turin. Bis 1887 blieb er in Italien. Dann wurde er von der Regierung von Hawaiʻi zurückgerufen. Zwischen 1887 und 1889 war er in San Francisco in der Landvermessung tätig.

## Revolutionäre Tätigkeiten in Hawaiʻi
Im Jahr 1889 wurde er einer der Führer einer Revolutionsbewegung in Hawaiʻi. Daraufhin wurde er wegen Hochverrats angeklagt, aber von einem Gericht freigesprochen. Anschließend war er wieder Abgeordneter im nationalen Parlament von Hawaiʻi. 1895 war er erneut Anführer einer gescheiterten Rebellion, mit dem Ziel, die gestürzte Königin Liliʻuokalani wieder auf den Thron zurückzubringen. Dieses Mal wurde er zum Tod verurteilt. Das Urteil wurde aber in eine 35-jährige Haftstrafe umgewandelt. Im Jahr 1898 wurde Wilcox dann begnadigt.

## Wilcox im US-Kongress
Nach der Annexion Hawaiʻis durch die Vereinigten Staaten wurde Robert Wilcox als erster Delegierter des neu geschaffenen Hawaii-Territoriums in das US-Repräsentantenhaus in Washington gewählt. Dieses Mandat übte er zwischen dem 6. November 1900 und dem 3. März 1903 aus. Wilcox war der einzige Kongressdelegierte aus Hawaiʻi, der nicht einer der beiden großen US-amerikanischen Parteien angehörte. Er war Mitglied der sogenannten Home Rule Party of Hawaii. Bei den Wahlen des Jahres 1902 wurde er nicht wiedergewählt. 
Robert Wilcox konvertierte 1900 zum katholischen Glauben und wurde getauft. Er starb wenige Monate nach dem Ende seiner Zeit im Kongress am 23. Oktober 1903 in Honolulu, der Hauptstadt des Territoriums.